# Ruisseau de Bourbon
Pour les articles homonymes, voir Bourbon.
Le ruisseau de Bourbon est une rivière du sud de la France qui coule dans le département de Lot-et-Garonne. C'est un affluent droit de la Garonne.

## Géographie
Le ruisseau de Bourbon prend sa source dans le département de Lot-et-Garonne sur la commune de Castella et se jette en rive droite dans la Garonne entre les communes de Saint-Hilaire-de-Lusignan et de Colayrac-Saint-Cirq. La longueur de son cours est de 21,3 km

## Département et communes traversées
- Lot-et-Garonne : Castella, Laugnac, La Croix-Blanche, Foulayronnes, Madaillan, Saint-Hilaire-de-Lusignan, Colayrac-Saint-Cirq.

## Principaux affluents
- Ruisseau de Lacarretterie : 3,3 km
- Le Thurac : 3,4 km
- Ruisseau de Saysset : 2,5 km